# Stanisław Jaworski (żołnierz)
Stanisław Jaworski ps. Upiór (ur. 1 maja 1916 w Wolborzu, zm. 10 maja 1998 w Tomaszowie Mazowieckim) – polski żołnierz września 1939, więzień polityczny obozu w Buchenwaldzie, partyzant 25 pp. Armii Krajowej i powojennego podziemia antykomunistycznego powiązanego z KWP, dowódca oddziału w stopniu starszego sierżanta.
W okresie po 1945 r. dwukrotnie sformował oddział partyzancki, który na terenie powiatu tomaszowskiego woj. łódzkie, dawał schronienie przed represjami stalinowskimi byłym żołnierzom AK. Działalność oddziału była wymierzona w przedstawicieli komunistycznej władzy, której kosztem partyzanci zdobywali broń i środki pieniężne. Drugi oddział Stanisława Jaworskiego powstał w 1948 r. w dramatycznie trudnych warunkach, kiedy organizacje niepodległościowe dziesiątkowane przez grupy pościgowe Urzędu Bezpieczeństwa Publicznego działały już w rozproszeniu. Wówczas „Upiór” usiłował odbudować zaplecze i wznowić kontakty z wyższymi czynnikami konspiracyjnymi, na co wskazują zeznania jednego spośród jego podkomendnych. Jednak pod koniec 1948 r. oddział został rozbity, a jego członkowie w tym żona Stanisława Jaworskiego – Janina, aresztowani. Dwanaście osób – członków oddziału i osób z nimi współpracujących, w następstwie brutalnego śledztwa w UBP w Brzezinach, zostało w 1949 r. wyrokiem Wojskowego Sądu Rejonowego w Łodzi skazanych na wieloletnie więzienie, zaś dwóch partyzantów, Edward Dula i Kazimierz Pacholski, otrzymało karę śmierci. Wyrok został wykonany, zaś nieujęty „Upiór” musiał ukrywać się aż do 1956 r., kiedy to objęła go ustawa amnestyjna.
Po 1991 roku członkowie oddziału „Upiora” zostali prawnie zrehabilitowani. Sąd w uzasadnieniach postanowień unieważniających skazujące wyroki zaznaczał, że działali oni na rzecz niepodległego bytu państwa polskiego.